# Петниста водна костенурка
Петнистата водна костенурка (Clemmys guttata) е вид влечуго от семейство Блатни костенурки (Emydidae). Видът е застрашен от изчезване.

## Разпространение
Разпространен е в Канада (Квебек и Онтарио) и САЩ (Вирджиния, Върмонт, Джорджия, Западна Вирджиния, Илинойс, Индиана, Кънектикът, Масачузетс, Мейн, Мериленд, Мичиган, Ню Джърси, Ню Йорк, Ню Хампшър, Охайо, Пенсилвания, Род Айлънд, Северна Каролина, Флорида и Южна Каролина).